# Нікола Дельєн

Мапа світу Нікола Дельєна 1566 року (північ знизу)

Нікола Дельєн (фр. Nicolas Desliens) — французький картограф 16 століття.
Працював у школі картографії міста Дьєп (école de cartographie de Dieppe). Про його особисте життя відомо дуже мало, проте він знаменитий своїми роботами — «Дьєпськими картами».
Найвідомішою його роботою є «Mappemonde», мапа світу 1566 року, що зберігається у Національній бібліотеці в Парижі, виконана на пергаменті розміром 450 x 270 см. На цій мапі північ розташована знизу. Єдина збережена копія мапи була отримана від Анрі Делакру в 1884 році.